# Most im. Ryszarda Kaczorowskiego w Lublinie
Most im. Ryszarda Kaczorowskiego – most na Bystrzycy, znajdujący się w południowo-zachodniej części Lublina, na ul. Żeglarskiej.

## Dane techniczne
Jest to jednoprzęsłowy most wantowy z dwoma pasami ruchu oraz chodnikami przy skrajniach. Ma on długość 50,09 m i szerokość 19,4 m. Jezdnia na moście jest szeroka na 8 m, a wysokość przęsła wynosi 18 m. Cała konstrukcja jest podwieszona na 44 stalowych linach po obu stronach, i połączona z nasypem drogowym za pomocą żelbetowych przyczółków. Infrastruktura mostu obejmuje również izolację przeciwwodną, bariery ochronne, umocnienie skarp i koryta rzeki, oraz ścieżkę rowerową. Do budowy mostu wykorzystano łącznie 160 t stali zbrojeniowej.

## Historia

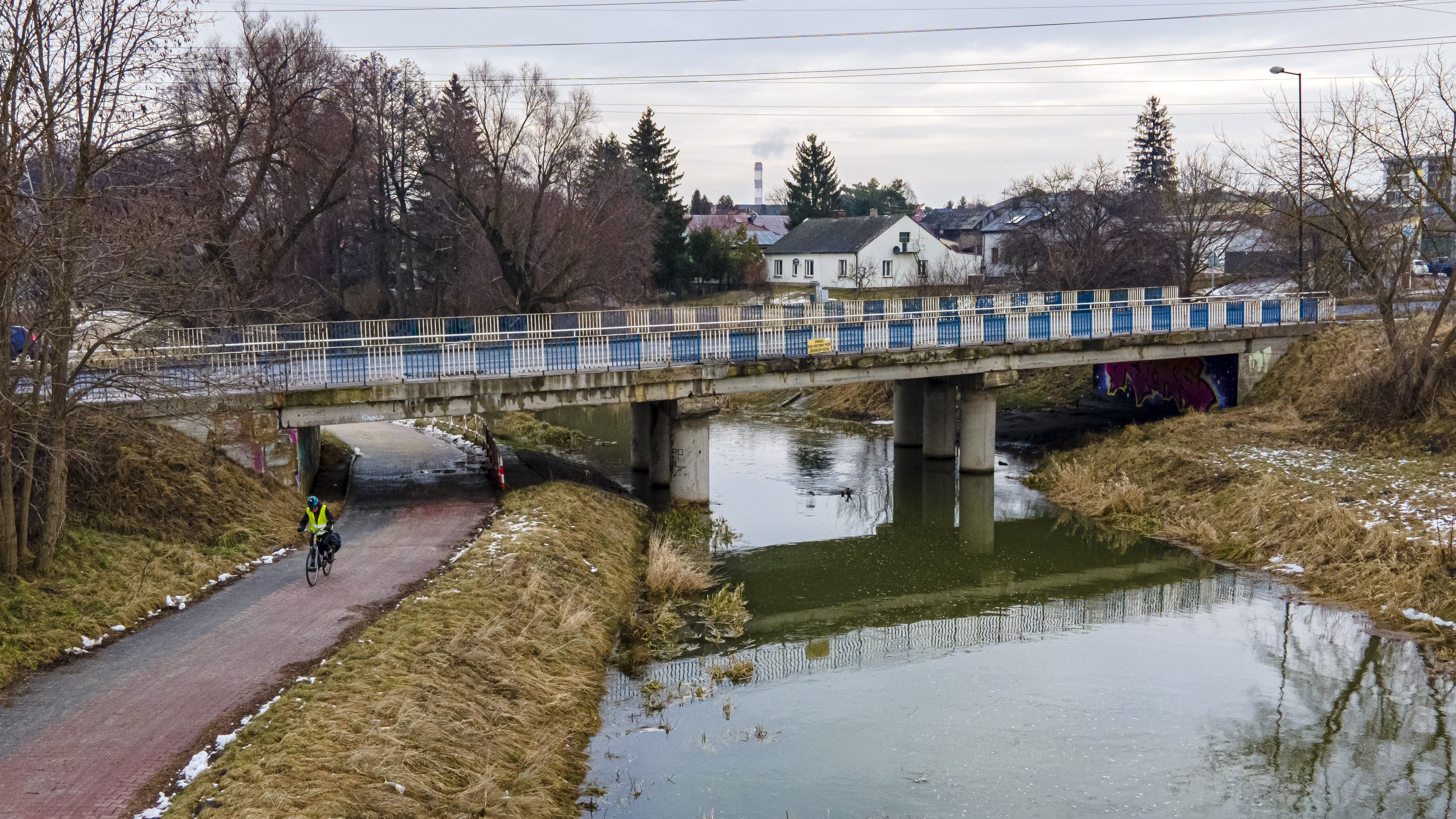
Stary most przed remontem (ul. Żeglarska)

Przeprawa przez Bystrzycę w miejscu obecnego mostu znajduje się już od dawna. Poza historycznymi zdjęciami lotniczymi, nie zachowały się jednak żadne szczegółowe informacje na temat starszych tego typu konstrukcji. Obiekt, będący bezpośrednim poprzednikiem obecnego, wybudowano w latach 1982–1984.
Ze względu na intensyfikację ruchu w tej części miasta i brak odpowiedniej konserwacji, most uległ szybkiej i dotkliwej degradacji. Na początku 2022 podjęto więc decyzję o rozbiórce obiektu i budowie nowego. Realizacji projektu podjęła się spółka Primost Południe z Będzina. 
Stary most wyburzono w okresie od czerwca do lipca 2022. Do końca sierpnia wbito pale konstrukcyjne, jak również wykonano niezbędne instalacje oraz kanalizację burzową. Niedługo później rozpoczęto prace nad konstrukcją stalową mostu. Pierwotnie most miał zostać ukończony do 29 listopada 2022. W wyniku problemów z dostępnością materiałów termin ten został przesunięty do 30 kwietnia 2023. Do stycznia stopień zaawansowania robót wyniósł 80%, a pod koniec kwietnia budowa została zakończona.
Otwarcie mostu nastąpiło 25 maja 2023. Na przeprowadzonej miesiąc wcześniej sesji Rady Miasta podjęto decyzję o nadaniu obiektowi imienia Ryszarda Kaczorowskiego, ostatniego prezydenta Rzeczypospolitej Polskiej na uchodźstwie. Wartość inwestycji wyniosła 37 mln zł.